# 코로네이션섬
코로네이션섬(Coronation Island)은 남극해의 사우스 오크니 제도를 이루는 가장 큰 섬으로, 그 규모는 길이 46km, 너비 3~8km에 달한다. 동서 방향으로 길게 뻗어 있는 형태로서 주로 얼음으로 뒤덮인 가운데 수많은 빙하와 봉우리, 만이 형성되어 있다. 최고점은 니베아산 (Mount Nivea)으로 해발 1,265m에 달한다.
코로네이션 중앙부 북부 일대의 약 92km² 일대는 남극 특별 보호 구역 (ASPA 114)으로 지정되어 있다. 중앙 산맥의 브리즈번 하이츠와 웨이브봉에서 서쪽의 컨셉션곶과 동쪽의 파울곶 사이의 북부 연안을 따라 뻗어 있다. 이곳은 나머지 사람의 손길이 많이 닿는 지역과 비교하기 위한 표본지역으로 활용되고 있다. 대부분은 빙하의 얼음으로 덮여 있으며, 연안부에는 얼음이 없는 지역도 있다. 이 지역에 번식하는 것으로 알려진 새로는 턱끈펭귄, 케이프제비 등이 있다.

## 역사
1821년 12월 미국의 바다표범 사냥꾼 네이서니얼 팔머 (Nathaniel Palmer) 선장과 영국 사냥꾼 조지 파월 (George Powell) 선장이 합동 항해를 하던 중에 발견하였다. 파월은 1820년 영국 국왕으로 즉위한 조지 4세의 대관식 (coronation)을 기념하여 이곳을 '코로네이션 섬'으로 명명하였다.

## 지리

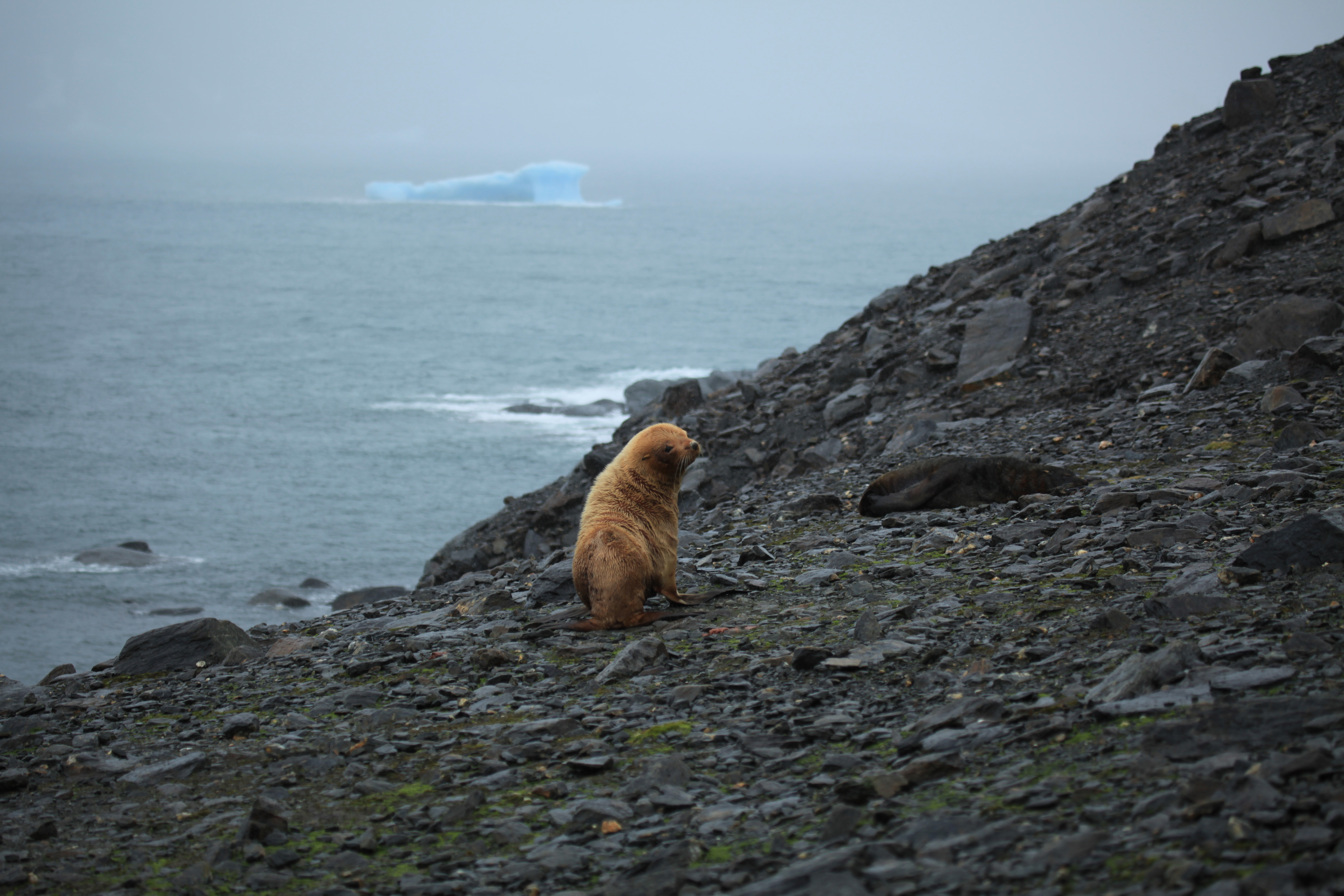
사우스오크니 제도의 바다표범

코로네이션섬과 그 일대의 지형은 수많은 탐험대와 조사대의 탐사에 따라 목록화, 명명화를 거쳤다.
코로네이션섬의 북서쪽 곶은 펭귄곶 (Penguin Ponint)라 부른다. 펭귄곶 바로 서쪽 연안에는 암석층이 자리하는데 멜섬락스 (Melsom Rocks), 디스페어락스 (Despair Rocks), 레이브라더 락 (Lay-brother Rock) 등이 있다.
코로네이션섬의 해안선은 불규칙한 선을 띄고 있으며 움푹 들어간 지형으로 수많은 만이 형성되어 있다. 다음은 대표적인 만이다.
- 한센곶 (Cape Hansen)과 올리바인곶 (Olivine Point) 사이의 아이스버그만 (Iceberg)[7]
- 프롱곶 (Prong Point)와 파울곶 (Foul Point) 사이의 오매니만 (Ommanney Bay)[8]
- 서해안 먼로섬 인근에 움푹 들어간 산데피요르만 (Sandefjord Bay)[9]

그 밖의 주요 지물로는 다음이 있다.
- 콕스컴 버트리스 (Cockscomb Buttress)
- 인듀어런스 능선 (Endurance Ridge)
- 노르웨이만 (Norway Bight)
- 파펀크랙스 (Parpen Crags)
- 퍼디곶 (Purdy Point)
- 라임크리스트 (Rime Crests)

## 같이 보기
- 남극의 섬 목록